# Sara Mannheimer

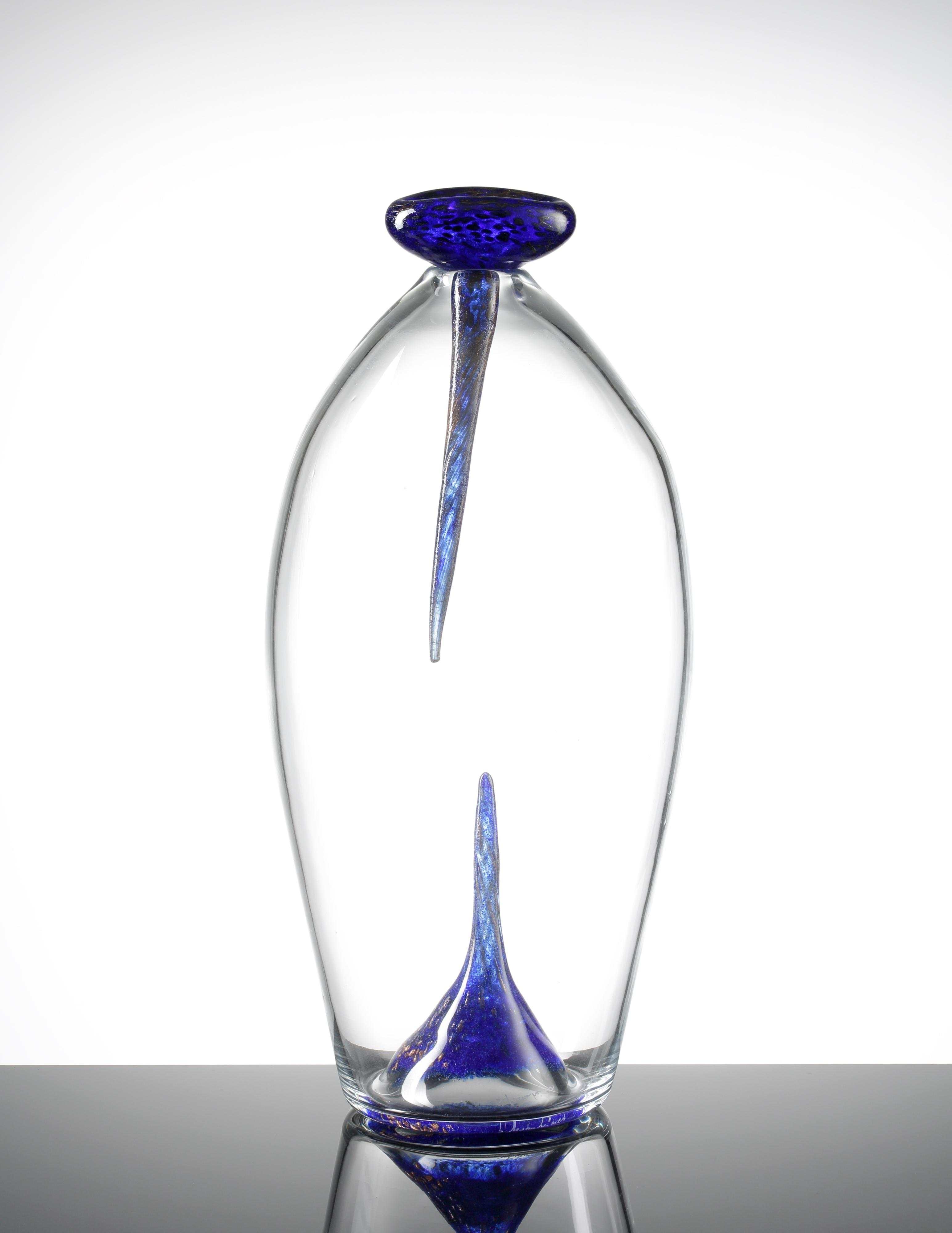
Karaff Nipple av Sara Mannheimer 1998

Anna Sara Mannheimer, född 26 maj 1967 i Lund, är en svensk glaskonstnär och författare.
Sara Mannheimer, som är dotter till Otto Mannheimer och Eva Björkander-Mannheimer, är bosatt i Stockholm där hon driver studioglashyttan Stockholm Heta Glas och även håller egna kurser i glasblåsning. Våren 2008 debuterade Mannheimer som författare med romanen Reglerna, för vilken hon fick Borås tidnings debutantpris 2009. 2012 tilldelades hon Europeiska unionens litteraturpris för sin andra roman Handlingen.

## Utbildning
- 1987-89 – Naropa Institute, University of Art and Humanities, Boulder
- 1988-89 – New York Experimental Glass Workshop
- 1990-91 – Orrefors & Kosta glasskola
- 1991 – Glasskolan i Zelezny Brod, Tjeckien
- 1992 – Academy of Applied Arts, Prag
- 1995 – ARCO, Lissabon
- 1993-96 – Gerrit Rietweld Academie, Amsterdam

## Stipendier
- 1992 – Fabrikör J.L. Eklunds Hantverksstiftelse
- 1995 – IASPIS
- 1996 – Kandidat till Riksdagens Kulturstipendium
- 1997 – Göteborgs stads kulturstipendium
- 1997/93 – Otto & Charlotte Mannheimers fond
- 1999 – Erik och Ingrid Höglunds stipendiefond

## Utställningar (urval)
- 1992 – Umprum, Prag
- 1995 – Forum, Stockholm
- 1996 – Gerrit Rietveld Academie
- 1997 – Galerie in de Praktijk, Zeist, Nederländerna
- 2000 – Sintra, Göteborg

## Priser och utmärkelser
- Borås tidnings debutantpris 2009 för Reglerna
- Stipendium ur Lena Vendelfelts minnesfond 2011
- Europeiska unionens litteraturpris 2012 för Handlingen
- De Nios Vinterpris 2025[5]